# Guía de Isora
Guía de Isora ist eine spanische Gemeinde auf der Kanareninsel Teneriffa mit 22.642 Einwohnern (Stand: 2024). Sie liegt an der westlichen Küste Teneriffas. Über die TF-1 (Autopista del Sur) ist Guía de Isora mit Santiago del Teide und der Hauptstadt Santa Cruz de Tenerife verbunden. Nachbargemeinden sind Santiago del Teide im Norden, La Orotava im Osten und Adeje im Süden.

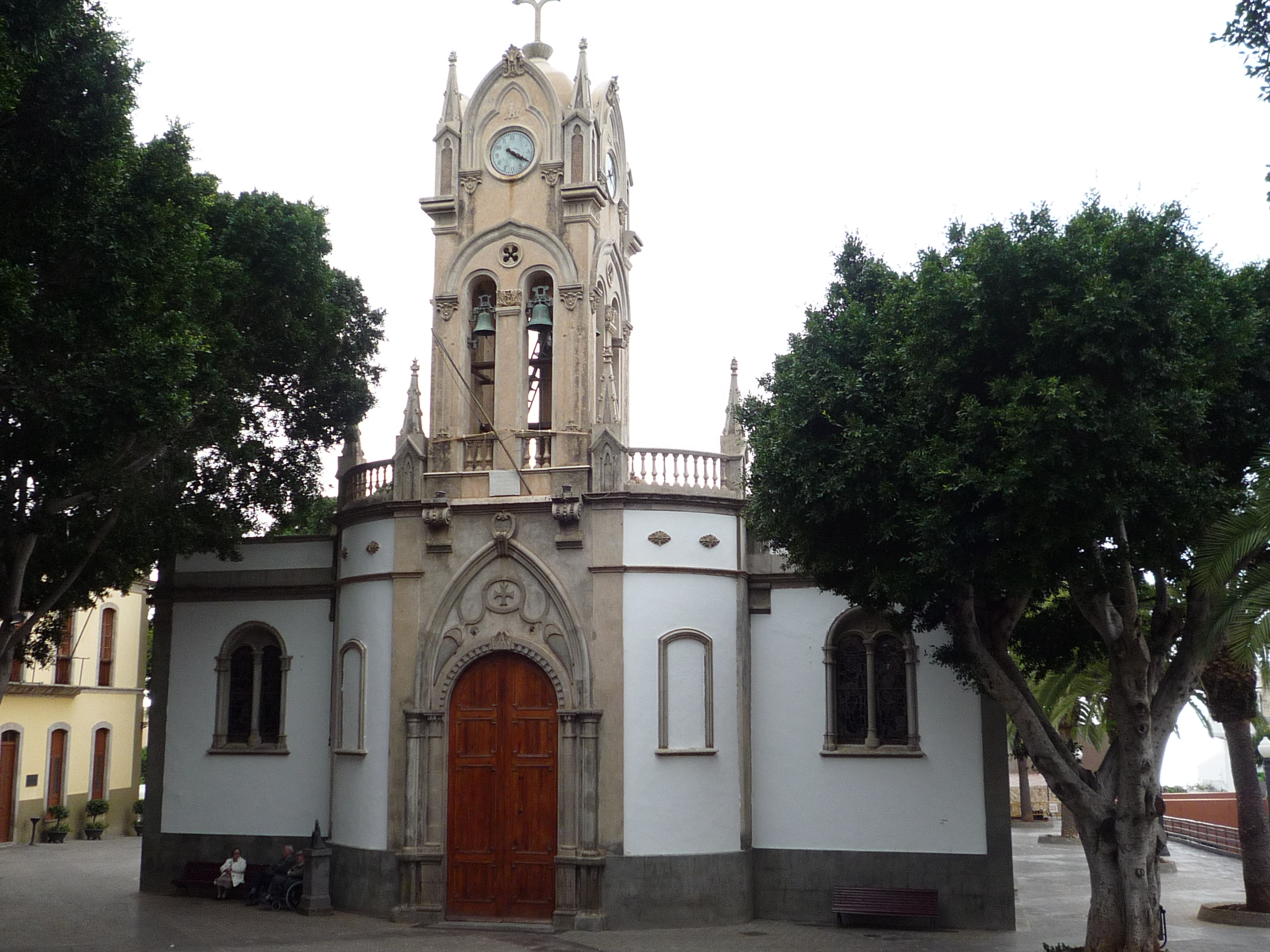
Kirche von Guía de Isora

Die Gemeinde hat eine Ausdehnung von 143,82 km² auf einer durchschnittlichen Höhe von 580 m über dem Meeresspiegel.
Von Guía de Isora aus hat man einen spektakulären Blick auf die Nachbarinsel La Gomera. Die Wasserstraße zwischen Teneriffa und Gomera ist die Heimat von dort lebenden Walen und Delfinen. Guía de Isora ist auch Ausgangspunkt für Wanderungen im Teno-Gebirge und zum Teide.
Die Landwirtschaft ist vom Bananen- und Tomatenanbau geprägt. Da dieser sehr wasserintensiv ist, setzen die Landwirte verstärkt auf den Anbau von Zierpflanzen, da dieser weniger Wasser und Land verbraucht und somit mehr Gewinn einbringt.

## Ortsteile
Guía de Isora besteht aus insgesamt 17 Ortsteilen:
- Acojeja
- Aguadulce
- Alcalá
- Aripe
- Chiguergue
- Chío
- Chirche
- Cueva del Polvo
- El Jaral
- El Pozo
- Fonsalía
- Guía de Isora (Hauptort)
- Piedra Hincada
- Playa San Juan
- Tejina de Isora
- Varadero
- Vera de Erques

## Einwohner
| Jahr | Einwohner | Bevölkerungsdichte |
| ---- | --------- | ------------------ |
| 1991 | 11.915    | 82,8 Ew./km²       |
| 1996 | 12.560    | 87,3 Ew./km²       |
| 2001 | 14.982    | 104,8 Ew./km²      |
| 2002 | 16.320    | 113,5 Ew./km²      |
| 2003 | 17.162    | 119,7 Ew./km²      |
| 2004 | 17.816    | 123,9 Ew./km²      |
| 2005 | 18.722    | 130,7 Ew./km²      |
| 2006 | 19.320    | 134,3 Ew./km²      |
| 2007 | 19.261    | 133,9 Ew./km²      |
| 2014 | 20.061    | 140,1 Ew./km²      |
| 2014 | 20.084    | 142,8 Ew./km²      |